# Wiaczesław Czurko
Wiaczesław Wiaczesławowycz Czurko, ukr. Вячеслав Вячеславович Чурко (ur. 10 maja 1993 w Użhorodzie) – ukraiński piłkarz, grający na pozycji ofensywnego pomocnika.

## Kariera piłkarska

### Kariera klubowa
Wychowanek Szkoły Piłkarskiej w Użhorodzie i Akademii Piłkarskiej Szachtar Donieck, barwy których bronił w juniorskich mistrzostwach Ukrainy (DJuFL). 13 września 2009 rozpoczął karierę piłkarską w trzeciej drużynie Szachtara Donieck. 31 sierpnia 2012 został wypożyczony do Howerła Użhorod, jednak przez kontuzję nie grał do wiosny. 6 czerwca 2013 został wypożyczony do Illicziwca Mariupol. W końcu czerwca 2015 przeniósł się do Metalista Charków. 3 lutego 2016 został wypożyczony do węgierskiego klubu Puskás Akadémia FC. 28 lipca 2016 znów wypożyczony, tym razem do Frosinone Calcio. 13 czerwca 2017 wrócił do mariupolskiego klubu.

### Kariera reprezentacyjna
Występował w juniorskich reprezentacjach Ukrainy U-17 i U-19. Od 2012 regularnie jest powoływany do młodzieżowej reprezentacji Ukrainy.